# Diagnoza
Diagnoza pomeni v medicini prepoznavanje in poimenovanje bolezni.
Beseda izhaja iz grške besede διάγιγνῶσκειν, ki pomeni razpoznavati, razločevati (διά = narazen, γιγνῶσκειν = učiti, zaznavati).

## Zgodovina
Diagnostika izvira že iz časa Imhotepa v starem Egiptu in Hipokrata v antični Grčiji. Kitajska medicina pozna štiri diagnostične metode: opazovanje, poslušanje/vohanje, izpraševanje in tipanje. Babilonsko besedilo s področja medicine Diagnostični priročnik, ki ga je napisal Esagil-kin-apli (delujoč med letoma 1069 in 1046 pr. n. št.), vpeljuje v diagnostiko bolezni izkustvo, logiko in razum. Esagil-kin-apli je opisal simptome, diagnostiko in prognozo za več vrst božjasti in sorodnih bolezni.